# بلیون، ادلب
بلیون (به عربی: بلیون) یک منطقهٔ مسکونی در سوریه است که در ناحیه احسم واقع شده‌است. بلیون ۶٬۰۳۰ نفر جمعیت دارد.